# Sala Obrzędowa w Pradze (Josefov)

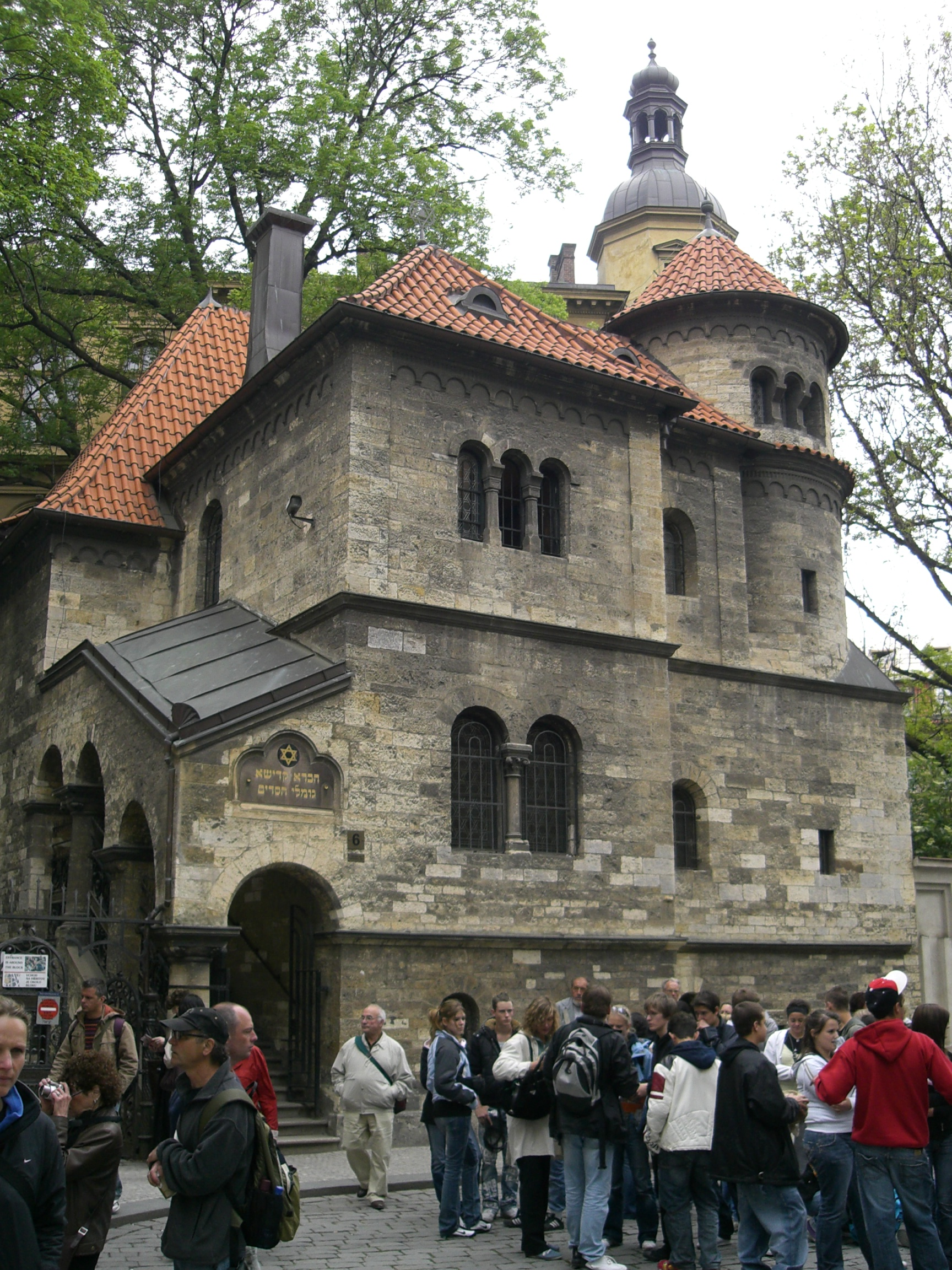
Sala Obrzędowa

Sala obrzędowa (czes. Obřadní síň) – neoromański budynek znajdujący się w Pradze, w historycznej dzielnicy Josefov, tuż obok starego cmentarza żydowskiego i Synagogi Klausowej.
Została zbudowana w latach 1911–1912 pod kierunkiem architekta J. Gerstla dla Żydowskiego Stowarzyszenia Pogrzebowego - Chewra Kadisza. Aż do lat 20. XX.w. przygotowywano w niej do pochówku ciała zmarłych Żydów. Obecnie jest częścią Muzeum Żydowskiego.